# Adelotropis farquharsoni
Adelotropis farquharsoni là một loài tò vò trong họ Ichneumonidae.